# Chika (nome giapponese)
Chika  è un nome proprio di persona giapponese femminile.

## Origine e diffusione
Come la gran parte dei nomi giapponese, Chika può essere formato con più combinazioni di kanji diversi; il primo, corrispondente al suono chi, può essere ad esempio 千 ("mille"), 智 ("saggezza", "intelletto") o 散 ("disperdere"), mentre il secondo, corrispondente al suono ka, può essere 佳 ("buono", "bello") o 花 ("fiore"). Il primo elemento si può ritrovare anche in altri nomi, quali Chikako, Chinatsu, Chiyo e Chiyoko.

## Onomastico
È un nome adespota, cioè privo di santa patrona; l'onomastico può essere festeggiato il 1º novembre, per la ricorrenza di Ognissanti.

## Persone
- Chika Sakamoto, doppiatrice giapponese
- Chika Sakuragi, cestista giapponese
- Chika Umino, fumettista giapponese